# NGC 7
NGC 7 је спирална галаксија у сазвежђу Вајар која се налази на NGC листи објеката дубоког неба.
Деклинација објекта је 29° 54' 59" а ректасцензија 0h 8m 20,7s. Привидна величина (магнитуда) објекта NGC 7 износи 13,4 а фотографска магнитуда 14,1. Налази се на удаљености од 20,970 милиона парсека од Сунца. NGC 7 је још познат и под ознакама ESO 409-22, MCG -5-1-37, AM 0005-301, PGC 627.